# Pollyannin princip
Pollyannin princip (anglicky Pollyanna principle, Pollyannaism či positivity bias v některých zdrojích také jako Consideration Maxim) je tendence lidí soustředit se a ukládat si do paměti si spíše příjemné, než nepříjemné prožitky. Pollyannin princip je původně jednou z maxim v pragmatice vytvořenou americkým lingvistou Geoffreym Leechem v jeho teorii o zdvořilosti. Leech se zabýval pragmatikou v 70. a 80. letech 20. století

## Původ názvu
Leech nazval tento princip podle stejnojmenné hrdinky velmi populárního románu Pollyanna od Eleanor H. Porterové z roku 1913. Na motivy této knihy vzniklo také několik filmů a seriálů. Nejnovější z těchto adaptací vznikla v roce 2003.
Pollyanna je malý sirotek, který nikdy neztrácí svůj optimismus a dobrou náladu. Základem jejího pozitivního náhledu na život je radostná hra, kterou ji kdysi naučil její zesnulý otec. Podstata hry tkví v tom, že Pollyanna hledá pozitivní stránku úplně ve všem, i v té nejsvízelnější situaci, která by se obyčejnému člověku mohla zdát jako neřešitelná a úplně depresivní. Její otec tuto hru vymyslel ad hoc o Vánocích. Pollyanna v té době doufala, že pod stromečkem objeví panenku na hraní. Místo ní ale v misijním barelu objevila dvě berle. Pollyannu samozřejmě zarmoutilo, když se její přání nevyplnilo. Její otec ji ale naučil, aby ve všem hledala něco dobrého. Pollyannu to ze začátku udivilo. Otec jí ale vysvětlil, že má být ráda, protože ty berle nepotřebuje. A od té doby se Pollyanna snažila najít něco dobrého úplně ve všem. A když to něco najde, tak o tom s velkou radostí a vervou informuje každého, kdo je a možná někdy i není ochoten naslouchat, o všemožných důvodech, za co a proč je v danou chvíli ráda. V podstatě čtenáře upozorňuje na fakt, že nikdy není tak špatně, aby nemohlo být ještě hůř, a člověk by se právě z tohoto měl radovat. Právě tento pozitivní postoj byl hlavní inspirací pro Leeche k pojmenování tohoto principu.

## Znění Pollyannina principu
Existuje několik interpretací, jak přesně má Pollyannin princip znít. Jaszczolt jej jednoduše shrnuje jako „Buďte optimističtí.“ Sám Leech popisuje, že „účastníci konverzace dají přednost příjemným tématům konverzace před nepříjemnými tématy.“ Podobně tomu, jak uvažuje hrdinka výše uvedené knihy, bychom se měli raději dívat na pozitivní stránku věci. Měli bychom zmírňovat následky bolestných, strach nahánějících a šokujících událostí.
Tento princip má v řečnické praxi různé projevy. Lidé se snaží ve své mluvě zmírňovat projevy reality například používáním modálních sloves, což se projevuje tak, že místo „Podejte mi sůl,“ účastník konverzace řekne „Mohl byste mi podat sůl?“ nebo svůj projev může ještě zesílit přidáním negativní konstrukce „Nemohl byste mi podat sůl?“ Dále má účastník konverzace tendence zlehčovat používáním slov jako trošku, aby zmenšil dopad kritiky. Dále je typické používání hyperbol a oslabování výrazu pro efekt optimistického zveličování nebo eufemistického zeslabování označení. Za tímto účelem lze pozorovat i jistá opatrnost při volbě slov a frází a případnou relexikalizaci, kdy se nepříjemné sdělení a fráze snaží účastník konverzace zjemnit kulantnějšími a příjemnějšími výrazy. Nejčastěji lze pozorovat toto zjemňování výrazů, když se účastník konverzace snaží hovořit o něčem, co je v dané společnosti zakázaným tématem neboli tabu, nejčastěji to jsou například tělesné projevy spojené s vyprazdňováním a rozmnožováním.

## Kritika
Pollyannin princip lze v praxi pozorovat v různých zdrojích a materiálech, ale našli se i akademici, kteří měli na tento princip vyhraněný názor. Například Jenny Thomas při uváděńí do tématu Pollyannina principu poznamenává, že tato maxima je tou nejméně zobecnitelnou maximou ze všech Leechových maxim. Jaszczolt kritizuje Leechovu metodiku. Také se jí Pollyannin princip nezdá dostatečně univerzální napříč kulturami. Upozorňuje u Leeche na možnou metodologickou chybu, protože se jí zdá, že Leech vychází převážně z chování obyvatel Velké Británie, a tak je nelze aplikovat na prostředí jiných kultur.
Tento princip lze také využít jako základ pro kritiku současné západní společnosti.